# Heteronympha merope
Espèce
Statut de conservation UICN

 LC  : Préoccupation mineure
Heteronympha merope est un lépidoptère appartenant à la famille des Nymphalidae originaire de la moitié sud de l'Australie.
Il a une envergure de 60 mm pour le mâle et de 70 mm pour la femelle.
La chenille se nourrit sur des espèces de Poaceae, comme Brachypodium distachyon, Cynodon dactylon, Ehrharta erecta, Poa poiformis, Microlaena stipoides, Poa tenera et Themeda triandra.

## Galerie

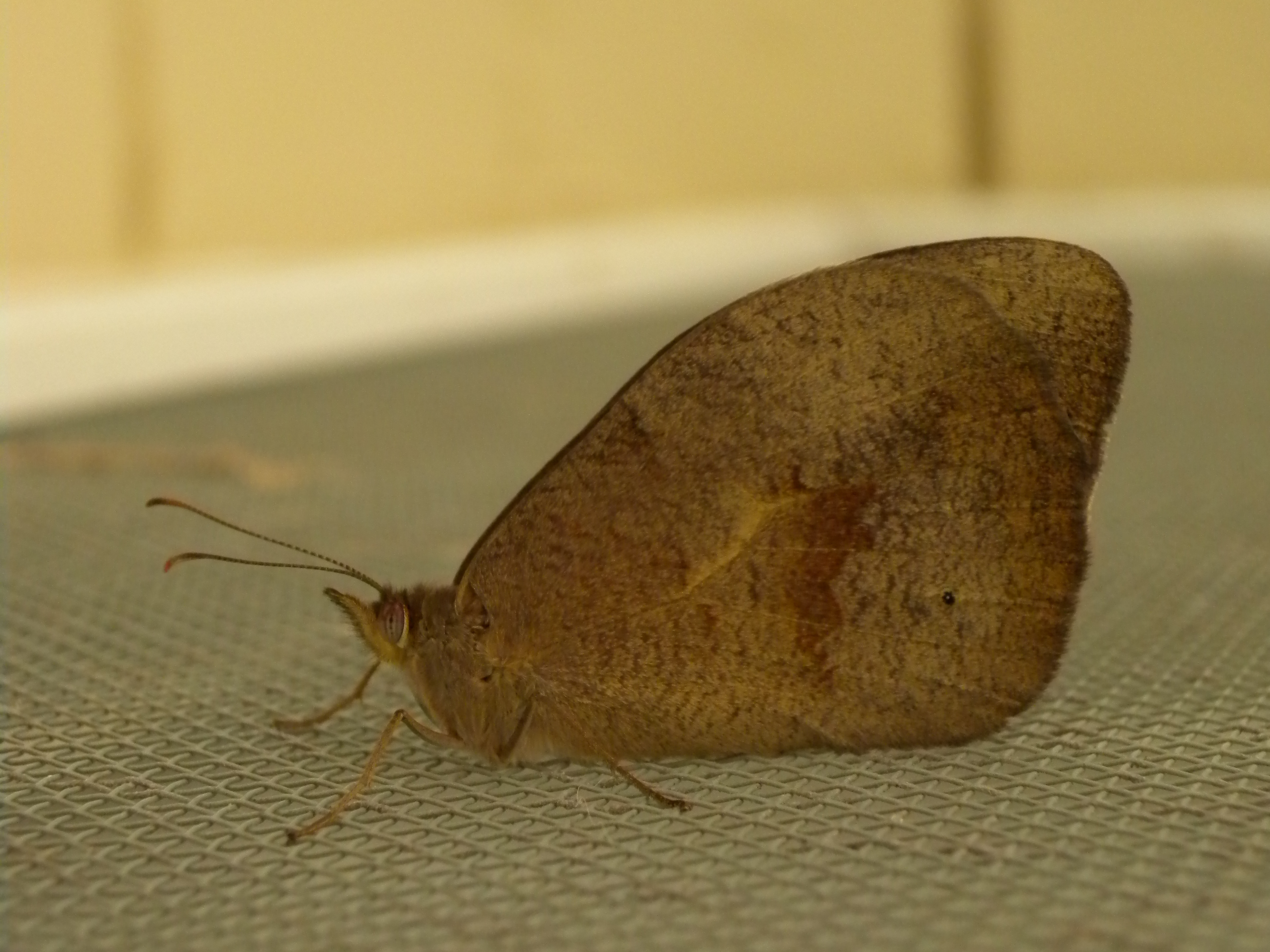
Femelle
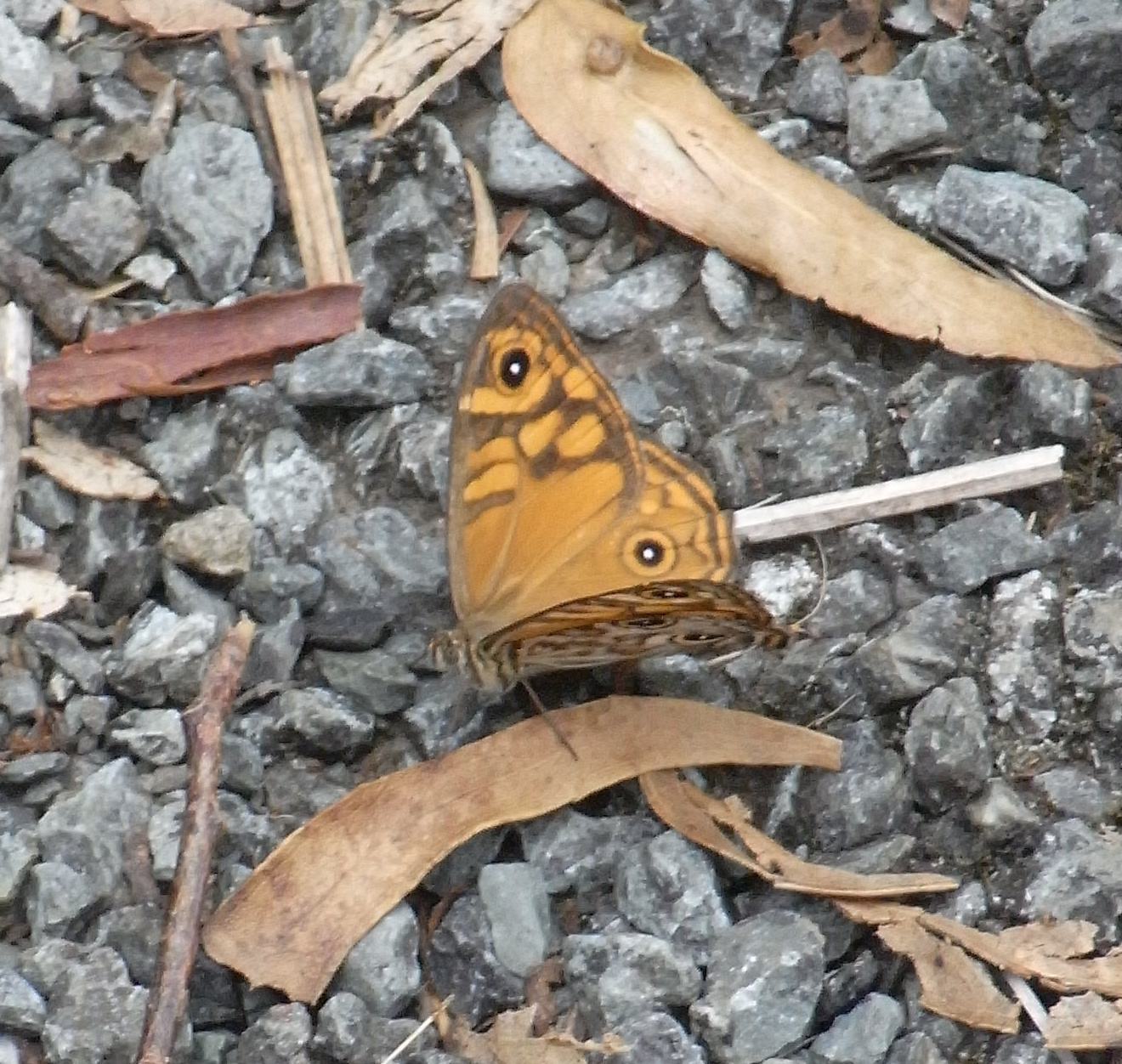
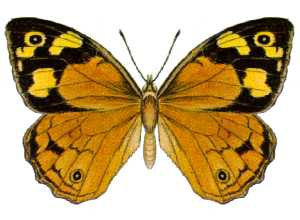